# Pedro Zape
Pedro Antonio Zape Jordán (Puerto Tejada, 3 giugno 1949) è un ex calciatore colombiano, di ruolo portiere. È considerato uno dei migliori portieri della storia del calcio colombiano. Dopo il ritiro dal calcio giocato ha iniziato a lavorare come preparatore dei portieri.

## Carriera

### Club
Dopo aver lavorato nell'Ingenio La Cabaña, nel 1966 passò al Deportivo Cali, acquistato per 2.000 pesos. Esordì in prima squadra il 22 giugno 1969, nell'incontro con l'Atlético Nacional. Divenne presto titolare, vincendo il titolo nel 1969, nel 1970 e nel 1974. Nel 1978 ottenne il secondo posto in Coppa Libertadores con la sua squadra, giocando da titolare durante tutta la competizione. Nel 1984 disputò la sua ultima stagione con il Deportivo Cali: nel 1985, infatti, fu acquistato dall'América, rivale cittadina del Deportivo. Con la nuova squadra vinse due titoli nazionali nel 1985 e nel 1986, giocando rispettivamente 15 e 2 partite. Nel campionato 1988 fu titolare, assommando 30 presenze.

### Nazionale
Nel 1967 partecipò al Campionato Sudamericano Under-19: inizialmente scelto come terzo portiere, giocò lo spareggio per il secondo posto del gruppo A contro l'Argentina per l'infortunio del titolare Otoniel Quintana, sostituendo il secondo Quiroga, reduce da una prestazione negativa contro il Venezuela. Debuttò in Nazionale maggiore il 29 marzo 1972; fu poi incluso tra i convocati per la Copa América 1975. Zape giocò da titolare per tutta la manifestazione, risultando uno dei migliori elementi della propria Nazionale: parò due rigori (a Fernando Morena e a Teófilo Cubillas) e fu decisivo in più occasioni. Quattro anni dopo prese parte alla Copa América 1979, durante la quale fu nuovamente titolare, subendo 2 gol in 4 partite. Giocò la sua ultima partita in Nazionale il 2 luglio 1985.

## Palmarès

### Giocatore
- Campionato colombiano: 5

Deportivo Cali: 1969, 1970, 1974
América: 1985, 1986